# Maisons de succession en Écosse

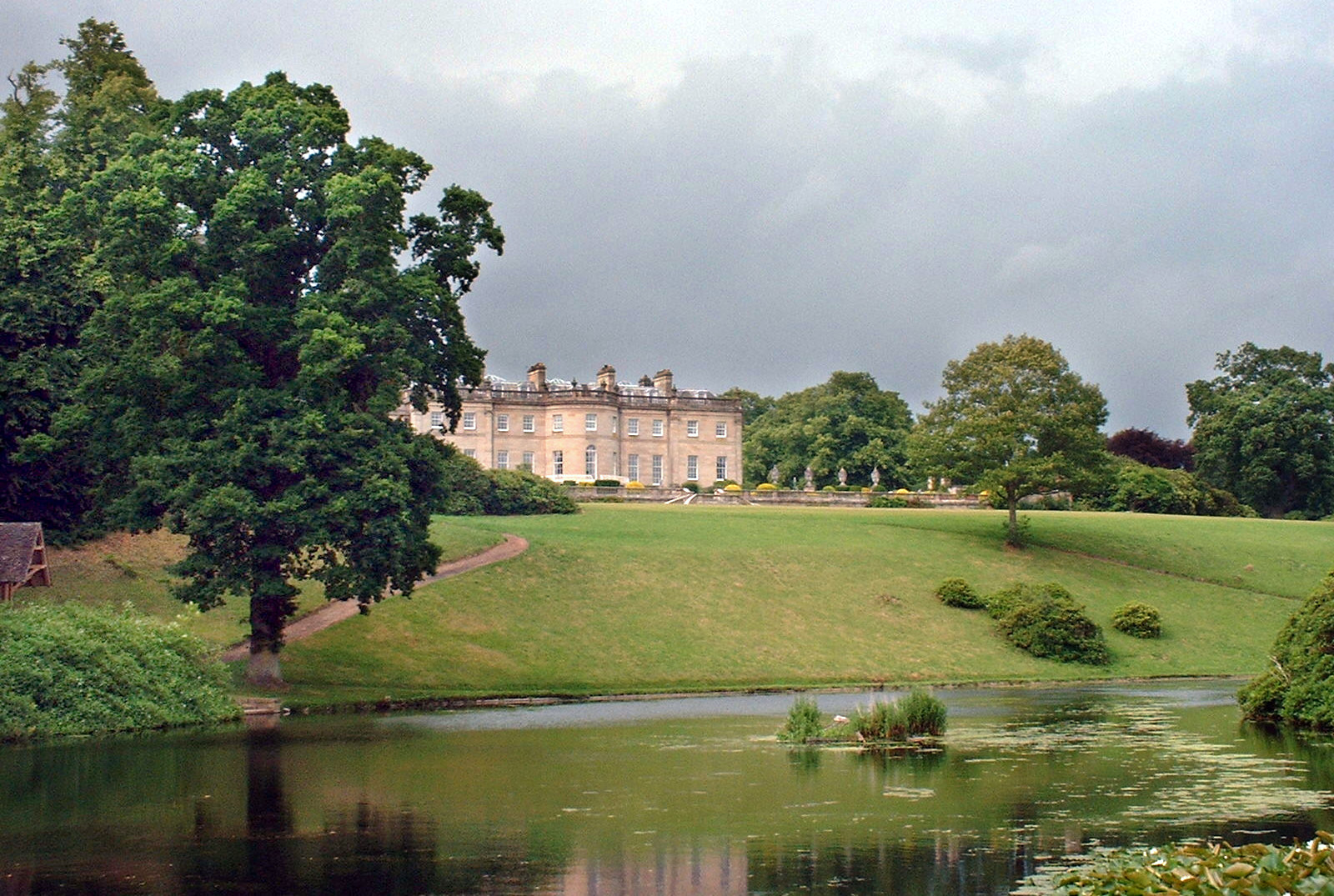
Manderston House, construite au début du XX, est l'une des dernières grandes maisons de campagne construites en Écosse

Les maisons de campagne écossaises, aussi appelées maisons de domaines ou maisons de succession, sont de grandes demeures généralement situées sur des propriétés foncières en Écosse. Ces maisons plus confortables pour la royauté, la noblesse et les « lairds » locaux ont été construites à partir du XVIe siècle en remplacement de châteaux défensifs. Les maisons de campagne écossaises trouvent leurs origines dans l'imitation des vastes constructions et reconstructions des résidences royales, débutées avec le palais de Linlithgow, sous l'influence de l'architecture Renaissance. Le Scottish baronial style, propre aux demeures écossaises, apparaît dans les années 1560. Il reprend des éléments architecturaux des châteaux médiévaux, tels des maisons-tours et des « tour peel », tout en adoptant des plans Renaissance, dans des maisons destinées bien plus à la résidence qu'à la défense. 
Après la Restauration de 1660, l'architecte William Bruce introduit en Écosse une nouvelle phase d'architecture classique sous la forme de palais royaux et de maisons de domaines intégrant des éléments de style palladien. Au cours du XVIIIe siècle, l'Écosse donne certains des plus importants architectes britanniques, incluant le néo-palladien William Adam et son fils Robert Adam, qui rejette le style palladien et fait partie des initiateurs européens de l'architecture néoclassique que l'on peut retrouver dans une série de maisons de campagne en Écosse et en Angleterre. L'incorporation d'éléments gothiques d'architecture médiévale par William Adam participe au lancement d'un renouveau du Scottish baronial style au XIXe siècle, obtenant une certaine popularité par son utilisation à Abbotsford, demeure de l'écrivain Walter Scott, et au château de Balmoral, résidence de la reine Victoria. La construction de nouvelles maisons de campagne se raréfie au XXe siècle en raison du déclin de l'aristocratie et nombre d'entre-elles sont reprises par le National Trust et l'Historic Scotland.
Après la Réforme écossaise et la fin de la Cour royale d'Écosse (en) en 1603 à la suite de la réunion avec le royaume d'Angleterre, les artistes et artisans se tournent vers le mécénat privé et les domaines deviennent des dépôts d'art et de mobilier élaboré. Les maisons de campagne s'ornent de peintures, de boiseries et de plâtres. Le Grand Tour encourage la collection d'art classique et l'adoption de styles classiques pour les nouvelles œuvres qui sont intégrées au style Adam. Le renouveau du style baronnial abouti à un style victorien synthétisé combiné avec des éléments de la Renaissance, des symboles du pouvoir foncier et de l'affiliation nationale avec des équipements modernes. Depuis la fin du XVIe siècle, nombre de ces maisons de domaines sont entourées par des jardins influencés par le style des jardins italiens de la Renaissance. À partir du XVIIe siècle les jardins à l'italienne cèdent la place aux jardins à la française et aux jardins hollandais. Au XVIIIe siècle, les jardins qui perdent en formalité et en symétrie deviennent la norme avec le développement des jardins à l'anglaise. Les jardins à proximité de la maison reprennent un style plus formel au XIXe siècle. Le développement de la maison de campagne palladienne au XVIIe siècle sépare la famille du maître de maison des domestiques. Les familles de la noblesse passent une grande partie de leur temps à rendre visite aux membres de leur famille, de leur cercle amical ou au voisinage. L'hospitalité est un élément important de la vie dans ces maisons de campagne. Les principales activités sont la chasse, les jeux de cartes, les échecs et la musique. Les repas copieux et somptueux constituent également une partie importante de la vie sociale. Au XVIIIe siècle, les maisons de domaines sont par conséquent conçues comme des lieux de représentation publique, mais au XIXe siècle elles deviennent de plus en plus privées et connaissent un développement d'espaces distincts pour les hommes.